# Chiesa di Santa Caterina (Netherhampton)
La chiesa di Santa Caterina (in inglese St Catherine's Church) è la parrocchiale anglicana che si trova a Netherhampton, villaggio e parrocchia civile della contea del Wiltshire nel Sud Ovest dell'Inghilterra, Regno Unito. Il luogo di culto originale risale al XIII secolo, rientra nella diocesi di Salisbury ed è considerato dall'English Heritage un monumento classificato di seconda categoria per il suo particolare interesse storico e architettonico.

## Storia

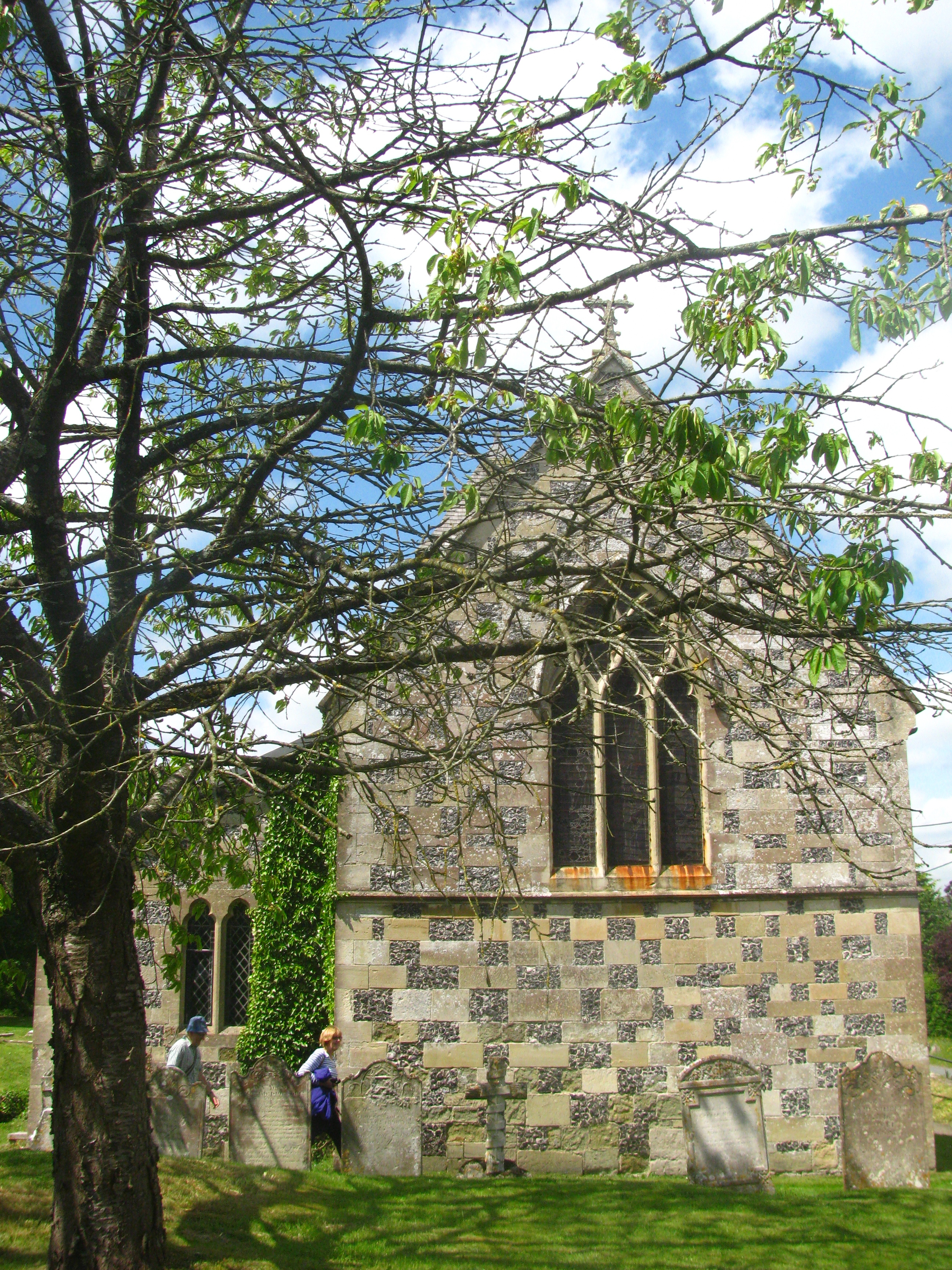
Chiesa di Santa Caterina

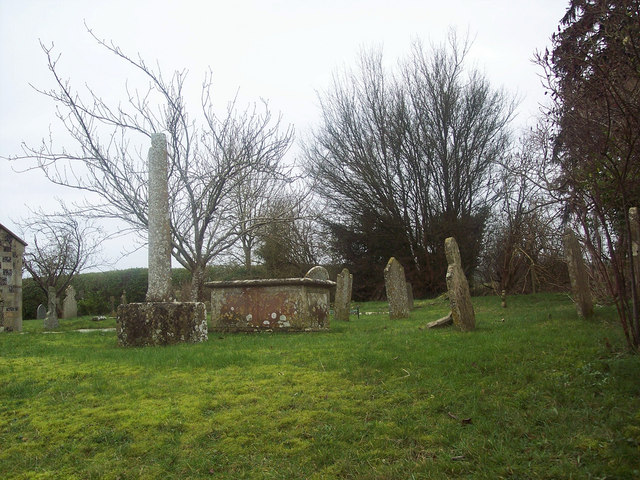
Cimitero della comunità accanto alla chiesa di Santa Caterina

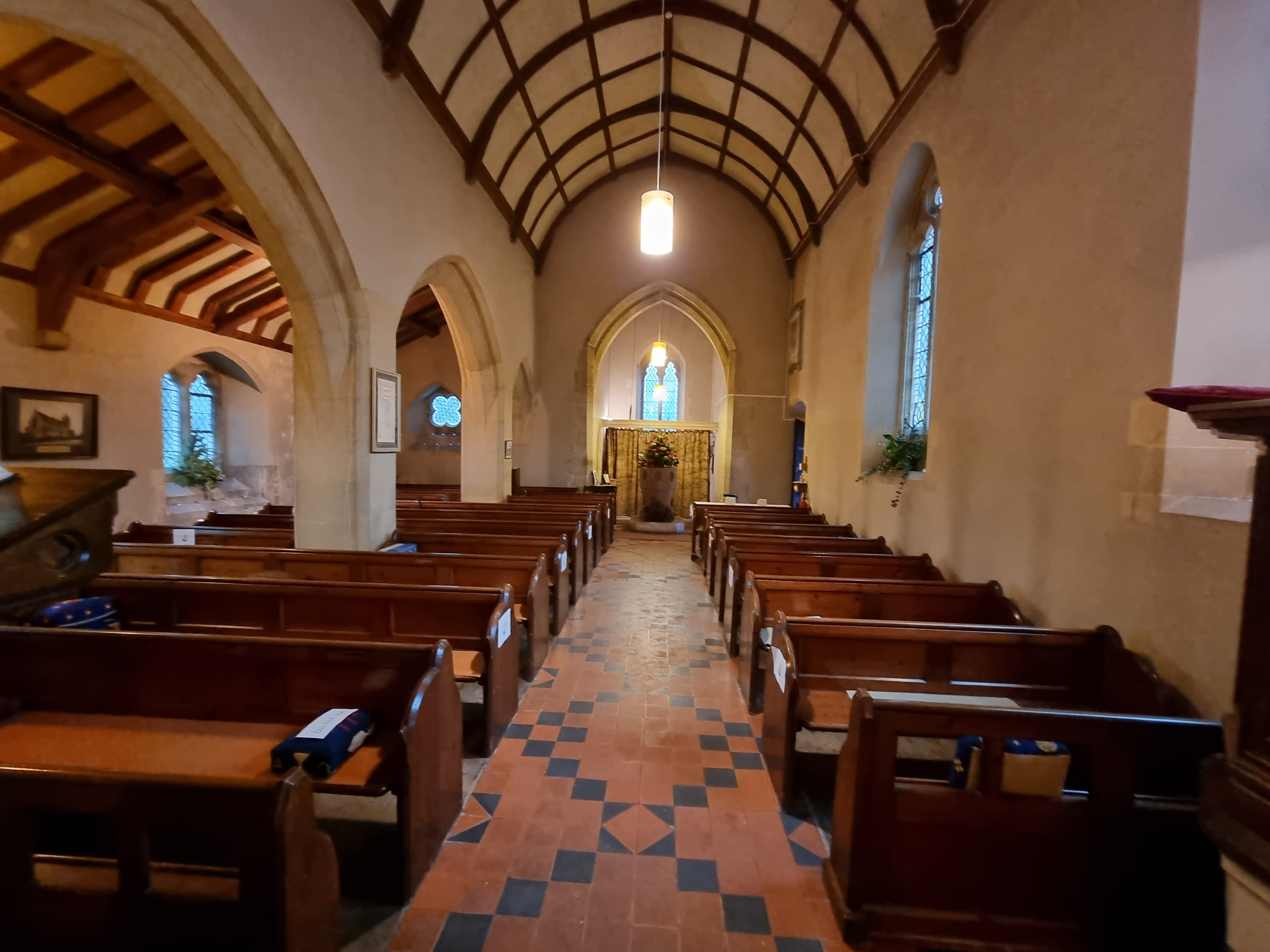
Interno della sala con la navata centrale e la navata laterale a sinistra

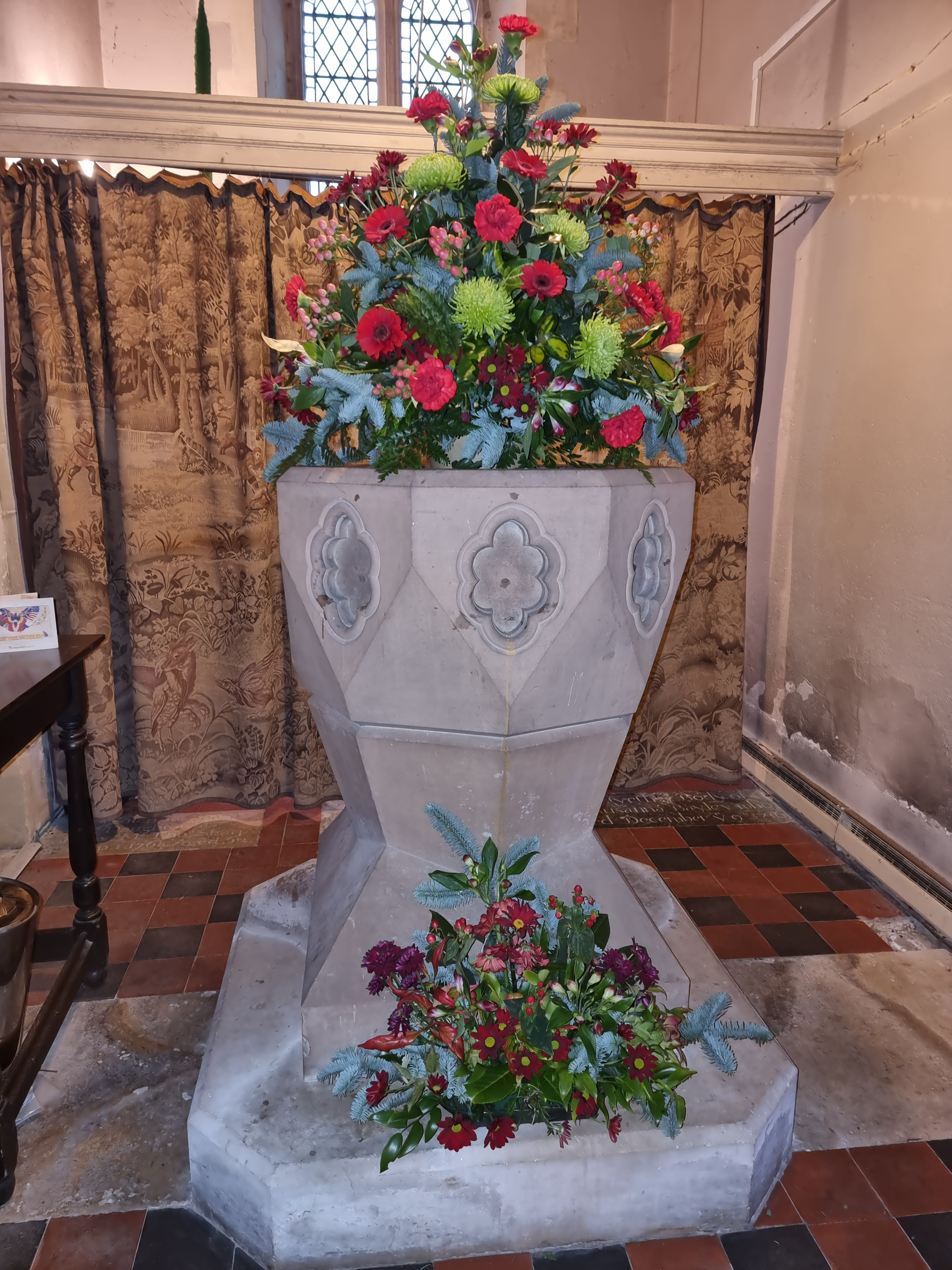
Fonte battesimale

La chiesa parrocchiale anglicana con dedicazione a Santa Caterina fu costruita nel XIII secolo e in seguito fu oggetto di vari interventi. La sua torre campanaria venne ricostruita nel XVIII secolo. L'intera struttura venne restaurata nella seconda metà del XIX secolo da William Butterfield.

## Descrizione
La chiesa di Santa Caterina di Netherhampton viene giudicata un edificio di particolare interesse storico e architettonico in Inghilterra e Galles quindi dal 9 marzo 1973 è considerata un monumento classificato di secondo grado col numero identificativo dell'English Heritage 1181778.

### Esterni
La chiesa parrocchiale anglicana di Santa Caterina si trova nell'abitato di Netherhampton, villaggio e parrocchia civile che appartiene alla contea del Wiltshire nel Sud Ovest dell'Inghilterra, Regno Unito. La torre campanaria è in mattoni di lega fiamminga con conci di bugnato e qualche precedente muratura in pietra calcarea nel basamento. Si alza a occidente e si eleva per quattro piani con contrafforti angolari. Presenta una finestra a 2 luci con trafori geometrici al secondo piano con modanatura a goccia, una finestra trilobata al terzo piano. La copertura del tetto è piramidale in scandole di quercia con due coppie di lancette trilobate in legno. Nella cella campanaria ci sono tre campane.

### Interni
La sala è di grandi dimensioni, composta dalla navata centrale e dalla navata laterale. La navata laterale ha una fascia marcapiano continua e due finestre a due luci con trafori reticolati e modanature a goccia, contrafforte a sinistra. Le pareti sono semplici e dipinte di bianco. La copertura è a botte a punta in legno, arcata a punta con doppio smusso. La navata sud ha un tetto spiovente con travetti passanti su pilastri a ginocchio. L'arco del presbiterio alto ha una doppia cimasa e una modanatura cava, probabilmente i resti di un arco medievale. Il presbiterio ha un pavimento piastrellato policromo. I banchi sono originali e il fonte battesimale ottagonale è in pietra di Butterfield.